# Anders Enemar
Anders Enemar, född 27 juli 1926, död 1 april 2018 i Mölnlycke, var en svensk zoolog. 
Han disputerade 1961 vid Lunds universitet och var professor emeritus i zoologi vid Göteborgs universitet. Han blev 1968 ledamot av Kungliga Vetenskaps- och Vitterhetssamhället i Göteborg och 1979 av Vetenskapsakademien.